# Fungiacyathus marenzelleri
Fungiacyathus marenzelleri är en korallart som först beskrevs av Vaughan 1906.  Fungiacyathus marenzelleri ingår i släktet Fungiacyathus och familjen Fungiacyathidae. Inga underarter finns listade i Catalogue of Life.